# Philodicus temerarius
Philodicus temerarius là một loài ruồi trong họ Asilidae. Philodicus temerarius được Walker miêu tả năm 1851.